# Trichuris globulosa
Trichuris globulosa är en rundmaskart. Trichuris globulosa ingår i släktet Trichuris, och familjen Trichuridae. Arten är reproducerande i Sverige.